# Batilde de Orleães
Batilde de Orleães (em francês:  Louise Marie Thérèse Bathilde d’Orléans; Saint-Cloud, 9 de julho de 1750 - Paris, 10 de janeiro de 1822) foi uma princesa francesa da Casa de Orleães e princesa de Condé.
Casou-se em 24 de abril de 1770 com Luís Henrique, Príncipe de Condé, de quem teve somente um filho, Luís Antônio, Duque de Enghien, executado às ordens de Napoleão Bonaparte, a quem a própria Batilde admirava.
Teve uma filha ilegítima chamada de Adelaide-Victorie de Roquefeuil.
Batilde foi, através de sua filha ilegítima, ancestral do ás da aviação Georges Guynemer.